# José Gutiérrez Mora
José Gutiérrez Mora (La Encina, Cantabria, 17 de mayo de 1922 - Santander, Provincia de Cantabria, 5 de mayo de 2000) fue un ciclista español, que corrió durante la década de 1940. En su palmarés destaca una victoria de etapa a la Vuelta en España de 1945 y una tercera posición al Campeonato de España de montaña de 1946.

## Palmarés
- 1945
  - Vencedor de una etapa a la Vuelta en España
  - 2.º en la Subida a Arrate
  - 3.º en la Subida al Naranco
- 1946
  - 3.º en el Campeonato de España de montaña

### Resultados a la Vuelta en España
- 1945. 13.º de la clasificación general. Vencedor de una etapa
- 1946. 9.º de la clasificación general
- 1947. Abandona